# Eekhout Hal
De Eekhout hal is een sporthal in het Zuid-Hollandse Kwintsheul. De hal wordt door Handbalvereniging Quintus bespeeld. 
De hal heet sinds 1 maart 2016 de Eekhouthal. Hiervoor was de naam van de sporthal ruim 25 jaar de Van der Voorthal. Deze sporthal biedt plaats aan ongeveer 1000 supporters. Sommige tegenstanders noemen deze hal ook weleens de metalen galmkast. Mede door deze galmkast is de bijnaam 'Hel van de Heul' ontstaan.
Daarnaast is er sinds 1 maart 2016 ook een hal 2 aanwezig op het complex. Deze hal is vooral voor de trainingen maar het is mogelijk om er wedstrijden te spelen.